# Checoslovaquia en las Sordolimpiadas
Checoslovaquia compitió por primera vez en las Sordolimpiadas por primera vez en 1928, que también fueron los segundos Juegos Mundiales para Sordos.
Checoslovaquia, como nación independiente, participó tanto en los Sordolimpiadas de verano como en los Sordolimpiadas de invierno de 1928 a 1993. La nación ha participado en los Sordolimpiadas de invierno en dos ocasiones, en el primer Winter Sordolimpiadas en 1949 y en 1991.
Checoslovaquia ha ganado un total de 19 medallas en el Summer Sordolimpiadas y nunca ha ganado una medalla en las Sordolimpiadas de invierno.
Después de la disolución de Checoslovaquia en 1992, República Checa y Eslovaquia enviaron los equipos independientes en los Sordolimpiadas de 1993. Pero casualmente tanto República Checa como Checoslovaquia participaron en un mismo evento de las Sordolimpiadas en 1993.

## Medallero

### Sordolimpiadas de verano
| Evento | Medalla de oro | Medalla de plata | Medalla de bronce | Total |
| ------ | -------------- | ---------------- | ----------------- | ----- |
| 1928   | 0              | 1                | 0                 | 1     |
| 1931   | 0              | 0                | 1                 | 1     |
| 1949   | 0              | 0                | 2                 | 2     |
| 1957   | 2              | 2                | 2                 | 6     |
| 1961   | 1              | 1                | 3                 | 5     |
| 1969   | 0              | 2                | 1                 | 3     |
| 1993   | 0              | 1                | 0                 | 1     |
| Total  | 3              | 7                | 9                 | 19    |